# Vara (Estonia)
Vara – wieś w Estonii, w prowincji Tartu, w gminie Vara.